# LR5
Le LR5 est un sous-marin de sauvetage (en anglais : Deep submergence rescue vehicle, sous-marin de sauvetage en eaux profondes) en service dans la Royal Navy britannique de 1978 jusqu'en 2009, date à laquelle il est loué à la Royal Australian Navy. 

## Description
Il a été conçu pour porter secours aux sous-mariniers bloqués dans leur bâtiment en plongée et est capable de remonter 1 200 kg par rotation, soit environ 16 personnes.
Il est remplacé en Europe par le Nato submarine rescue system.

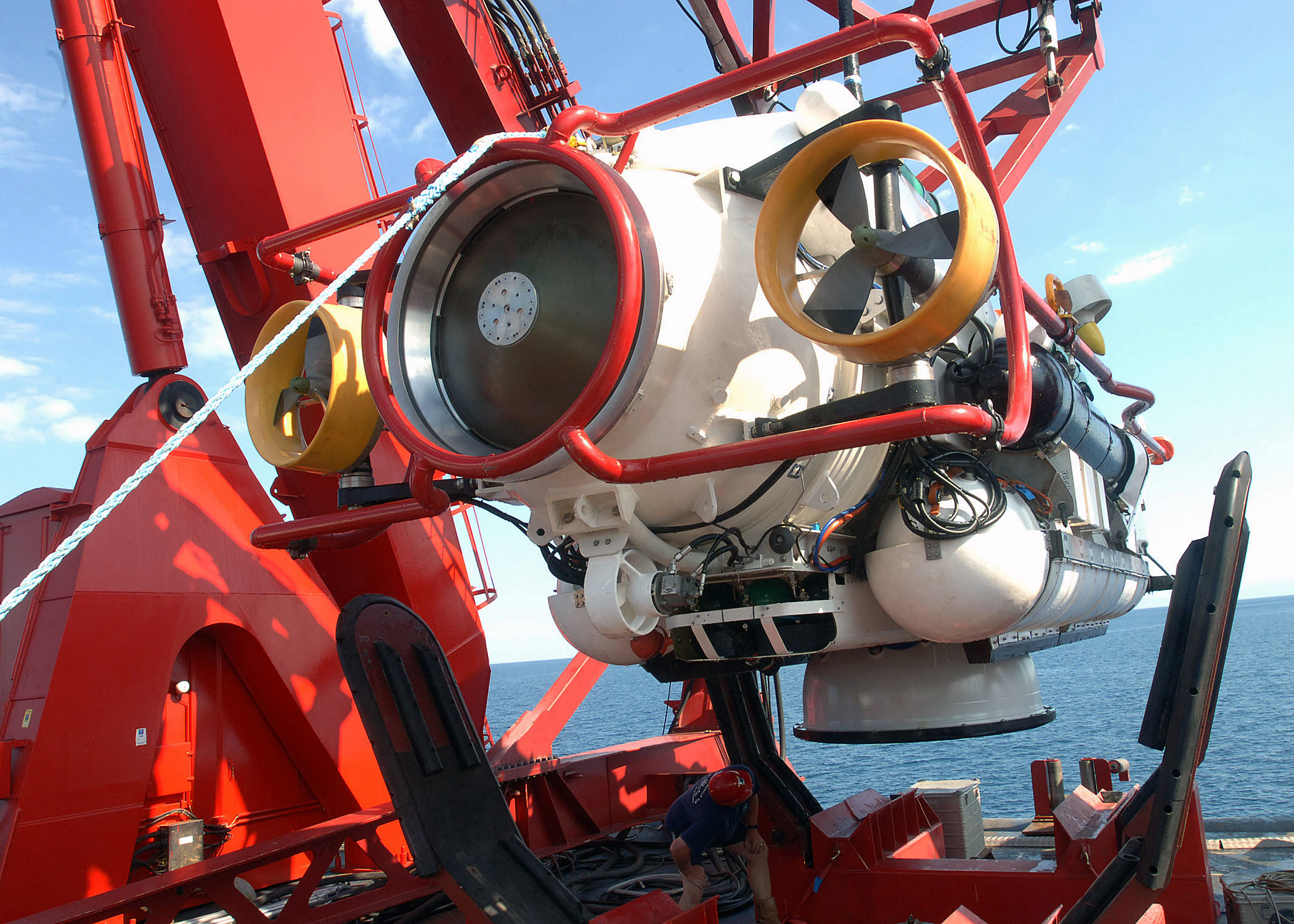
Le sous-marin de sauvetage LR5 hissé par un grue à bord du brise-glaces finlandais Fennica